# تصفيات كأس آسيا للسيدات 2010

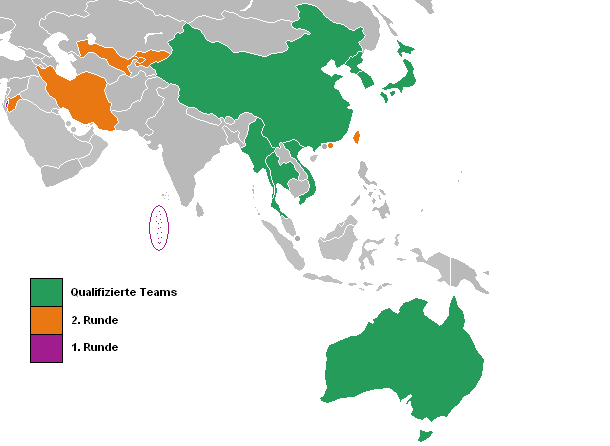
حالة التصفيات

أُجريت تصفيات كأس آسيا للسيدات 2010 في الفترة من 25 أبريل 2009 إلى 12 يوليو 2009. تنافست إحدى عشرة منتخبًا وطنيًا على ثلاثة مقاعد في النهائيات التي أُقيمت في جمهورية الصين الشعبية.

## النظام
أُقيمت تصفيات البطولة على مرحلتين. تأهلت المنتخبات الخمسة الأقوى في آسيا مباشرةً إلى النهائيات. وهذه المنتخبات الخمسة هي: كوريا الشمالية حامل اللقب، والصين، وأستراليا، واليابان، وكوريا الجنوبية. وخاضت المنتخبات الإحدى عشرة الأخرى جولتين من التصفيات للتنافس على المقاعد الثلاثة المتبقية في النهائيات.
في الجولة التأهيلية الأولى، التي أُقيمت في الفترة من 25 أبريل إلى 3 مايو 2009 في كوالالمبور (ماليزيا)، التقت المنتخبات الخمسة الأضعف. لعبت هذه المنتخبات الخمسة بنظام الدوري من دور واحد (الكل ضد الكل) للتنافس على ثلاثة مقاعد في الجولة التأهيلية الثانية. أُقيمت الجولة التأهيلية الثانية في ثلاث مجموعات، كل منها تضم ثلاثة منتخبات. وضمن هذه المجموعات، لُعبت المباريات أيضًا بنظام الدوري من دور واحد. وتأهلت المنتخبات الثلاثة الفائزة بصدارة مجموعاتها إلى النهائيات.

## الدور الأول
شاركت المنتخبات الستة الأقل تصنيفًا في الدور الأول. تأهلت منتخبات ميانمار، وتايبيه الصينية، وتايلاند، وإيران، وفيتنام، وهونغ كونغ مباشرةً إلى الدور الثاني. انسحب منتخب بنغلاديش قبل بدء التصفيات.
| الفريق    | لعب | فاز | تعادل | خسر | له | عليه | الفارق | النقاط |
| --------- | --- | --- | ----- | --- | -- | ---- | ------ | ------ |
| الأردن    | 4   | 3   | 1     | 0   | 23 | 3    | +20    | 10     |
| أوزبكستان | 4   | 3   | 1     | 0   | 14 | 2    | +12    | 10     |
| قرغيزستان | 4   | 2   | 0     | 2   | 7  | 10   | −3     | 6      |
| فلسطين    | 4   | 1   | 0     | 3   | 5  | 14   | −9     | 3      |
| المالديف  | 4   | 0   | 0     | 4   | 0  | 20   | −20    | 0      |

أقيمت جميع المباريات في كوالالمبور، ماليزيا.
| قرغيزستان                             | 1–7   | الأردن |
| ------------------------------------- | ----- | --- |
| سفيتلانا بوكاتشالوفا [الإنجليزية] 75' | تقرير | فرح العزب 1' · ستيفاني النبر 11'، 38' · أروكي تالايبيك [الإنجليزية] 14' (ه.ذ.) · ميساء جبارة 18'، 36' · شهناز جبرين 90+2' |

| فلسطين                                                                                   | 4–0   | المالديف |
| ---------------------------------------------------------------------------------------- | ----- | -------- |
| سوغيان [الإنجليزية] 40' · ولاء حسين [الإنجليزية] 45'، 53' · حمامة جربان [الإنجليزية] 60' | تقرير |          |

| المالديف | 0–5   | أوزبكستان |
| -------- | ----- | --- |
|          | تقرير | ماخليو ساريكوفا [الإنجليزية] 7' · كومولا عثمانوفا [الإنجليزية] 14' · نرجيزة عبد الرسولوفا [الإنجليزية] 28' (ركلة.)، 31'، 75' |

| فلسطين                        | 1–4   | قرغيزستان                                                                          |
| ----------------------------- | ----- | ---------------------------------------------------------------------------------- |
| ناتالي شاهين [الإنجليزية] 90' | تقرير | ألينا ليتفينينكو [الإنجليزية] 7'، 53'، 81' · سفيتلانا بوكاتشالوفا [الإنجليزية] 55' |

| أوزبكستان | 5–0   | فلسطين |
| --- | ----- | ------ |
| نرجيزة عبد الرسولوفا [الإنجليزية] 10'، 14'، 85' · ماخليو ساريكوفا [الإنجليزية] 42' · كسينيا سينينا [الإنجليزية] 74' | تقرير |        |

| الأردن                                                                                       | 9–0   | المالديف |
| -------------------------------------------------------------------------------------------- | ----- | -------- |
| عبير النهار 9'، 26'، 67' · ميساء جبارة 15'، 27' · ستيفاني النبر 52'، 60'، 71' (ركلة.)، 90+2' | تقرير |          |

| الأردن                                                        | 5–0   | فلسطين |
| ------------------------------------------------------------- | ----- | ------ |
| ستيفاني النبر 24'، 50' · ميساء جبارة 35'، 42' · فرح العزب 44' | تقرير |        |

| قرغيزستان | 0–2   | أوزبكستان                                                                  |
| --------- | ----- | -------------------------------------------------------------------------- |
|           | تقرير | كومولا عثمانوفا [الإنجليزية] 75' · نرجيزة عبد الرسولوفا [الإنجليزية] 90+2' |

| المالديف | 0–2   | قرغيزستان                                   |
| -------- | ----- | ------------------------------------------- |
|          | تقرير | سفيتلانا بوكاتشالوفا [الإنجليزية] 8'، 90+1' |

| أوزبكستان                                                            | 2–2   | الأردن                                      |
| -------------------------------------------------------------------- | ----- | ------------------------------------------- |
| ماخفوزا تورابوفا [الإنجليزية] 24' · ماخليو ساريكوفا [الإنجليزية] 56' | تقرير | ستيفاني النبر 31' (ركلة.) · ميساء جبارة 74' |

## الدور الثاني

### المجموعة الأولى
أقيمت جميع المباريات في مدينة شينيينغ، تايبيه الصينية.
| الفريق         | لعب | فاز | تعادل | خسر | له | عليه | الفارق | النقاط |
| -------------- | --- | --- | ----- | --- | -- | ---- | ------ | ------ |
| ميانمار        | 2   | 2   | 0     | 0   | 8  | 2    | +6     | 6      |
| الأردن         | 2   | 1   | 0     | 1   | 1  | 3    | −2     | 3      |
| تايبيه الصينية | 2   | 0   | 0     | 2   | 2  | 6    | −4     | 0      |

| الأردن          | 1–0   | تايبيه الصينية |
| --------------- | ----- | -------------- |
| شهناز جبرين 74' | تقرير |                |

| ميانمار                                                                                         | 3–0   | الأردن |
| ----------------------------------------------------------------------------------------------- | ----- | ------ |
| خين مارلار تون [الإنجليزية] 18' · ثان ثان هتوي [الإنجليزية] 33' · مينت مينت آي [الإنجليزية] 57' | تقرير |        |

| تايبيه الصينية                                                | 2–5   | ميانمار |
| ------------------------------------------------------------- | ----- | --- |
| تساي شين-يون [الإنجليزية] 21' · لين مان تينغ [الإنجليزية] 68' | تقرير | آي ناندار هلينغ [الإنجليزية] 10' · مي نيلار هتوي [الإنجليزية] 34'، 50'، 76' · خين مارلار تون [الإنجليزية] 48' |

### المجموعة الثانية
أقيمت جميع المباريات في بانكوك، تايلاند.
| الفريق    | لعب | فاز | تعادل | خسر | له | عليه | الفارق | النقاط |
| --------- | --- | --- | ----- | --- | -- | ---- | ------ | ------ |
| تايلاند   | 2   | 2   | 0     | 0   | 14 | 2    | +12    | 6      |
| أوزبكستان | 2   | 1   | 0     | 1   | 5  | 7    | −2     | 3      |
| إيران     | 2   | 0   | 0     | 2   | 2  | 12   | −10    | 0      |

| أوزبكستان                             | 1–6   | تايلاند |
| ------------------------------------- | ----- | --- |
| نرجيزة عبد الرسولوفا [الإنجليزية] 15' | تقرير | أنوتسارا مايجارين [الإنجليزية] 9'، 77' · نيسا رومين [الإنجليزية] 57'، 64' · جونبين سيسروم [الإنجليزية] 89'، 90+1' |

| إيران                        | 1–4   | أوزبكستان |
| ---------------------------- | ----- | --- |
| فرشته كريمي [الإنجليزية] 51' | تقرير | نرجيزة عبد الرسولوفا [الإنجليزية] 8' · زيبو جوراييفا [الإنجليزية] 70' · كومولا عثمانوفا [الإنجليزية] 76' 78' |

| تايلاند | 8–1   | إيران                          |
| --- | ----- | ------------------------------ |
| شيدتاوان تشاونغ [الإنجليزية] 14' · نيسا رومين [الإنجليزية] 21'، 49'، 63' · أنوتسارا مايجارين [الإنجليزية] 37'، 42' · جونبين سيسروم [الإنجليزية] 70' · سوكونيا بيانغثيم [الإنجليزية] 90+2' | تقرير | فرشته كريمي [الإنجليزية] 45+1' |

### المجموعة الثالثة
أقيمت جميع المباريات في مدينة هو تشي منه، فيتنام.
| الفريق    | لعب | فاز | تعادل | خسر | له | عليه | الفارق | النقاط |
| --------- | --- | --- | ----- | --- | -- | ---- | ------ | ------ |
| فيتنام    | 2   | 2   | 0     | 0   | 17 | 1    | +16    | 6      |
| هونغ كونغ | 2   | 1   | 0     | 1   | 2  | 7    | −5     | 3      |
| قرغيزستان | 2   | 0   | 0     | 2   | 1  | 12   | −11    | 0      |

| قرغيزستان                                     | 1–10  | فيتنام |
| --------------------------------------------- | ----- | --- |
| سفيتلانا بوكاتشالوفا [الإنجليزية] 78' (ركلة.) | تقرير | دوان ثي كيم تشي [الإنجليزية] 10' · دو تي نجوك تشام [الإنجليزية] 21'، 24'، 57'، 62'، 72'، 87' · نغوين ثي نغا [الإنجليزية] 28' · نغوين ثي مينه نغويت [الإنجليزية] 59' · لي ثي أوانه [الإنجليزية] 83' |

| هونغ كونغ                                                | 2–0   | قرغيزستان |
| -------------------------------------------------------- | ----- | --------- |
| كاي فونغ [الإنجليزية] 48' · نغ وينغ كوم [الإنجليزية] 50' | تقرير |           |

| فيتنام | 7–0   | هونغ كونغ |
| --- | ----- | --------- |
| فان ثي ثانه [الإنجليزية] 9'، 23' · دو تي نجوك تشام [الإنجليزية] 11'، 39'، 70' · دوان ثي كيم تشي [الإنجليزية] 56' · نغوين ثي موون [الإنجليزية] 80' | تقرير |           |

## روابط خارجية
- كأس آسيا للسيدات، the-AFC.com